# Stenopodidae
Stenopodidae — родина десятиногих ракоподібних. Включає понад 30 видів у 6 родах.

## Поширення
Представники родини поширені у всіх тропічних і субтропічних морях.

## Опис
Вирізняються своїм яскравим, найчастіше біло-червоним забарвленням і великими ножицеподібними клешнями, які завжди висуваються вперед. Великі клешні розташовані не на першій з п'яти пар ніг, як це буває у більшості інших десятиногих, а на третій. Перша і друга пари ніг також мають клешні, але значно менші.

## Спосіб життя
Живуть парами в печерах і під уступами. Вони очищають рибу від паразитів і відмерлої шкіри. Креветки спочатку вступають у контакт із рибою своїми довгими білими вусиками і починають чистити, коли риба сигналізує про свою готовність, стоячи на місці.

## Роди
- Juxtastenopus Goy, 2010
- Odontozona Holthuis, 1946
- Richardina A. Milne Edwards, 1881
- Stenopus Latreille, 1819
- † Devonostenopus Jones et al., 2014
- † Phoenice Garassino, 2000